# Нагрудные знаки Русской императорской армии
Нагрудные знаки Русской императорской армии — особые знаки Российской Империи, носимые на груди и жалуемые военнослужащим в качестве награды или средства для внешнего их отличия.

## Краткая история
Система награждений воинских формирований и отдельных лиц существовала с незапамятных времён во все эпохи и во многих странах. Формы таких наград имели разный вид и содержание. В России полноценная наградная система сложилась во время царствования Петра I, с утверждением им первых орденов Российской Империи, а также с переименованием полков Русской императорской армии, которые получили названия российских городов в 1708 году. А в 1712 году изображения гербов этих городов были размещены на полковых знамёнах. 8 марта 1730 года Сенат утвердил проекты полковых гербов как особый отличительный знак для каждого конкретного полка.
Именно эти полковые гербы создали благоприятную почву для появления в России нагрудного знака, не обладающего статусом ордена или медали, но невероятно востребованного всеми категориями лиц, которым такие знаки вручались. В 1827 году императором Николаем I были утверждены полноценные нагрудные знаки: вензелевое изображение имени государя императора Александра I и знаки беспорочной службы. Все перечисленные выше кресты и знаки являлись наградными и заносились в формулярные или послужные списки лиц, награждённых ими.
К середине XIX века в истории собственно полкового знака наступил период, который условно можно назвать «жетонным». Изображение символа части или города, название которого она носила, а также другие элементы, в указанное время больше не размещались на знамёнах или на предметах обмундирования. Все они были перенесены на грудь в виде жетона, носившегося на цепочке, на пуговице мундира. Это были уже не наградные знаки, а знаки отличия, т. е. отличия по форме, а не по заслугам. Многим из этих жетонов, Высочайше утверждённым, придавалось то значение, которое имели в свое время полковые гербы, и которое со временем перейдёт к нагрудным знакам, а именно отличительного постоянного знака части. Повод для изготовления жетона был разным: прежде всего юбилей части или шефа, в память о каком-нибудь события в истории части, выпуск кадетского корпуса или военного училища, подарок полку от шефа или шефу от полка и прочее.
В конце XIX — в начале XX века процесс создания нагрудных полковых знаков и нагрудных знаков военно-учебных заведений стремительно вырос. Именно в указанный период времени большое количество полков отмечали свои 100-летние и 200-летние юбилеи. И естественным образом из юбилейных они превратились в постоянные отличительные нагрудные знаки полков и учебных заведений.

## Вензелевые изображения имён императоров
Вензелевые изображения имён императоров в виде нагрудных знаков устанавливались взошедшим на престол монархом в память о скончавшемся предшественнике. Право носить их предоставлялось всем чинам, числившимся в списках рот, эскадронов и батарей Его величества, в день кончины императора. Первый такой знак был установлен Николаем I в 1827 году. Устанавливаемые в годы правления очередного монарха нагрудные знаки свиты имели такой же вид, что и нагрудные знаки с вензелевыми изображениями имён императоров, но более тонкой работы.
| Изображение знака | Название                                   | Дата учреждения         | Примечания                                                                                     |
| ----------------- | ------------------------------------------ | ----------------------- | ---------------------------------------------------------------------------------------------- |
|                   | Вензелевое изображение имени Александра I  | 1 (13) марта 1827 года  |                                                                                                |
|                   | Вензелевое изображение имени Александра II | 12 (24) марта 1881 года | Представлен знак для нижних чинов — пять ярусов лавровых и пять ярусов дубовых листьев в венке |

## Лейб-гвардия, Императорская Свита и Конвой Его Величества
| Изображение знака | Наименование формирования                                                                | Дата учреждения                   | Примечания |
| ----------------- | ---------------------------------------------------------------------------------------- | --------------------------------- | --- |
|                   | Лейб-гвардии Преображенский полк                                                         | 25 июня (7 июля) 1909 года        | |
|                   | Лейб-гвардии Семёновский полк                                                            | 11 (24) июля 1908 года            | |
|                   | Лейб-гвардии Измайловский полк                                                           | 15 (28) марта 1910 года           | |
|                   | Лейб-гвардии Егерский полк                                                               | 20 июня (3 июля) 1909 года        | |
|                   | Лейб-гвардии Московский полк                                                             | 20 июня (3 июля) 1909 года        | |
|                   | Лейб-гвардии Гренадерский полк                                                           | 20 июня (3 июля) 1909 года        | Нагрудный знак в память 150-летнего юбилея Л.-гв. Гренадерского полка                                                                                  |
|                   | Лейб-гвардии Павловский полк                                                             | 21 октября (3 ноября) 1908 года   | |
|                   | Лейб-гвардии Финляндский полк                                                            | 12 (25) декабря 1906 года         | |
|                   | Лейб-гвардии Литовский полк                                                              | 15 (28) марта 1910 года           | |
|                   | Лейб-гвардии Кексгольмский полк                                                          | 2 января (15 января) 1910 года    | Нагрудный знак в память 200-летнего юбилея Л.-гв. Кексгольмского полка                                                                                 |
|                   | Лейб-гвардии Санкт-Петербургский полк                                                    | 26 июня (9 июля) 1910 года        | |
|                   | Лейб-гвардии Волынский полк                                                              | 7 декабря (20 декабря) 1911 года  | |
|                   | Лейб-гвардии 3-й Стрелковый Его Величества полк                                          | 15 (28) марта 1910 года           | |
|                   | Лейб-гвардии Кирасирский Его Величества полк                                             | 20 июня (3 июня) 1909 года        | |
|                   | Лейб-гвардии Казачий Его Величества полк                                                 | 14 (27) сентября 1911 года        | |
|                   | Лейб-гвардии Атаманский Его Императорского Высочества Наследника Цесаревича полк         | 9 (22) апреля 1910 года           | |
|                   | Лейб-гвардии Гродненский Гусарский полк                                                  | 26 июня (9 июля) 1910 года        | |
|                   | Лейб-гвардии Конно-Гренадерский полк                                                     | 8 (21) июня 1903 года             | |
|                   | Лейб-гвардии Драгунский Её Императорского Высочества Великой Княгини Марии Павловны полк | 14 (27) марта 1912 года           | |
|                   | Лейб-гвардии Уланский Его Величества полк                                                | 19 августа (1 сентября) 1911 года | |
|                   | Лейб-гвардии 1-я артиллерийская бригада                                                  | 20 июня (3 июля) 1909 года        | |
|                   | Лейб-гвардии 2-я артиллерийская бригада                                                  | 17 (30) августа 1909 года         | |
|                   | Лейб-гвардии 3-я артиллерийская бригада                                                  | 27 января (9 февраля) 1911 года   | |
|                   | Лейб-гвардии Сапёрный батальон                                                           | 28 октября (10 ноября) 1912 года  | |
|                   | Собственный Его Императорского Величества Конвой                                         | 20 июня (3 июля) 1909 года        | Утверждён в память 100-летнего юбилея Лейб-гвардии 1-й и 2-й Кубанских сотен                                                                           |
|                   | Гвардейский Отряд Почётного Конвоя                                                       | 1 мая (13 мая) 1878 года          | Установлен для офицеров в память службы в Гвардейском Отряде Почётного Конвоя императора Александра II в Турецкую войну 1877—1878 гг. Знак серебряный. |

## Пехота

### Гренадерские полки
| Изображение знака | Наименование полка                                                                                       | Дата учреждения                           | Примечания |
| ----------------- | --- | ----------------------------------------- | ---------- |
|                   | 1-й Лейб-гренадерский Екатеринославский Императора Александра II полк                                    | 31 октября (13 ноября) 1910 года          |            |
|                   | 2-й гренадерский Ростовский Великого Князя Михаила Александровича полк                                   | 27 марта (9 апреля) 1908 года             |            |
|                   | 3-й гренадерский Перновский полк                                                                         | 26 сентября (9 октября) 1910 года         |            |
|                   | 4-й гренадерский Несвижский князя генерал-фельдмаршала Барклая-де-Толлии полк                            | 15 (28) мая 1912 года                     |            |
|                   | 5-й гренадерский Киевский Его Императорского Высочества Наследника Цесаревича полк                       | 17 (30) апреля 1908 года                  |            |
|                   | 6-й гренадерский Таврический генерал-фельдмаршала Великого Князя Михаила Николаевича полк                | 15 (28) июля 1908 года                    |            |
|                   | 7-й гренадерский Самогитский Генерал-Адъютанта Графа Тотлебена полк                                      | 12 (25) ноября 1909 года                  |            |
|                   | 8-й гренадерский Московский полк                                                                         | 26 апреля (9 мая) 1910 года               |            |
|                   | 9-й гренадерский Сибирский Генерал-Фельдмаршала Великого Князя Николая Николаевича полк                  | 21 декабря 1907 года (2 января) 1908 года |            |
|                   | 10-й гренадерский Малороссийский Генерал-Фельдмаршала Графа Румянцева-Задунайского полк                  | 26 августа (8 сентября) 1908 года         |            |
|                   | 11-й гренадерский Фанагорийский Генералиссимуса Князя Суворова полк                                      | 16 (29) сентября 1911 года                |            |
|                   | 12-й гренадерский Астраханский Императора Александра III полк                                            | 29 марта (11 апреля) 1908 года            |            |
|                   | 13-й гренадерский Эриванский Царя Михаила Фёдоровича полк                                                | 26 июня (9 июля) 1909 года                |            |
|                   | 14-й гренадерский Грузинский Наследника Цесаревича полк                                                  | 21 января (2 февраля) 1911 года           |            |
|                   | 15-й гренадерский Тифлисский полк                                                                        | 8 (21) января 1909 года                   |            |
|                   | 16-й гренадерский Мингрельский Его Императорского Высочества Великого Князя Дмитрия Константиновича полк |                                           |            |

### Пехотные полки
| Изображение знака | Наименование полка | Дата учреждения                            | Примечания                                                                                   |
| --- | --- | ------------------------------------------ | -------------------------------------------------------------------------------------------- |
| | 1-й пехотный Невский Генерал-Фельдмаршала Графа Ласси позднее Его Величества Короля Эллинов полк | 27 марта (9 апреля) 1908 года              |                                                                                              |
| | 2-й пехотный Софийский Императора Александра III полк | 18 ноября (1 декабря) 1910 года            |                                                                                              |
| | 3-й пехотный Нарвский Генерал-Фельдмаршала Графа Голицына полк | 8 (21) ноября 1908 года                    |                                                                                              |
| | 4-й пехотный Копорский Генерала Графа Коновницына полк | 8 (21) сентября 1910 года                  |                                                                                              |
| | 5-й пехотный Калужский полк | 8 (21) июля 1911 года                      |                                                                                              |
| | 6-й пехотный Либавский IV полк | 8 (21) июля 1911 года                      |                                                                                              |
| | 7-й пехотный Ревельский Генерала Тучкова IV полк | 19 декабря 1911 года (1 января) 1912 года  |                                                                                              |
| | 8-й пехотный Эстляндский полк | 18 (31) декабря 1911 года                  |                                                                                              |
| | 9-й пехотный Ингерманландский Императора Петра Великого полк | 26 января (8 февраля) 1909 года            |                                                                                              |
| | 10-й пехотный Новоингерманландский полк | 1 (14) мая 1913 года                       |                                                                                              |
| | 11-й пехотный Псковский Генерал-Фельдмаршала Князя Кутузова-Смоленского полк | 20 января (2 февраля) 1911 года            |                                                                                              |
| | 12-й пехотный Великолуцкий полк | 12 (25) января 1911 года                   |                                                                                              |
| | 13-й пехотный Белозерский Генерал-Фельдмаршала Князя Волконского полк |                                            |                                                                                              |
| | 14-й пехотный Олонецкий Его Величества Короля Сербского Петра I полк | 20 декабря 1909 года (2 января) 1910 года  |                                                                                              |
| | 15-й пехотный Шлиссельбургский Генерал-Фельдмаршала Князя Аникиты Репнина полк | 27 мая (8 июня) 1909 года                  |                                                                                              |
| | 16-й пехотный Ладожский полк | 5 мая (18 июня) 1908 года                  |                                                                                              |
| | 17-й пехотный Архангелогородский Его Императорского Высочества Великого Князя Владимира Александровича полк | 30 июля (12 августа) 1909 года             |                                                                                              |
| | 18-й пехотный Вологодский Его Величества Короля Румынского полк | 24 октября (6 ноября) 1910 года            |                                                                                              |
| | 19-й пехотный Костромской полк | 30 июля (12 августа) 1909 года             |                                                                                              |
| | 20-й пехотный Галицкий полк | 24 октября (6 ноября) 1910 года            |                                                                                              |
| | 21-й пехотный Муромский полк | 26 августа (8 сентября) 1908 года          |                                                                                              |
| | 22-й пехотный Нижегородский полк |                                            |                                                                                              |
| | 23-й пехотный Низовский Генерал-Фельдмаршала Графа Салтыкова полк | 3 (16) июня 1911 года                      |                                                                                              |
| | 24-й пехотный Симбирский Генерала Неверовского полк | 12 (25) июня 1912 года                     |                                                                                              |
| | 25-й пехотный Смоленский Генерала Раевского полк |                                            |                                                                                              |
| | 26-й пехотный Могилёвский полк | 17 (30) сентября 1912 года                 |                                                                                              |
| | 27-й пехотный Витебский полк | 5 (18) августа 1909 года                   |                                                                                              |
| | 28-й пехотный Полоцкий полк | 6 (19) января 1912 года                    |                                                                                              |
| | 29-й пехотный Черниговский Генерал-Фельдмаршала Графа Дибича Забалканского полк | 11 (24) ноября 1909 года                   |                                                                                              |
| | 30-й пехотный Полтавский полк | 21 августа (3 сентября) 1909 года          |                                                                                              |
| | 31-й пехотный Алексеевский полк | 27 июня (10 июля) 1911 года                |                                                                                              |
| | 32-й пехотный Кременчугский полк | 19 декабря 1910 года (1 января) 1911 года  |                                                                                              |
| | 33-й пехотный Елецкий полк | 15 (28) мая 1912 года                      |                                                                                              |
| | 34-й пехотный Севский Генерала Графа Каменского полк |                                            |                                                                                              |
| | 35-й пехотный Брянский полк | 4 (17) мая 1909 года                       |                                                                                              |
| | 36-й пехотный Орловский Генерал-Фельдмаршала Князя Варшавского Князя Паскевича-Эриванского полк | 4 (17) мая 1909 года                       |                                                                                              |
| белый Мальтийский крест, на который положен золотой вензель (под короной) Императора Павла I. Под крестом сложенная венком эмалевая лента (красная или голубая) с надписью: «Екатеринбургский мушкетерский п.» Крест лежит на золотом венке из лавровых и дубовых листьев, в голове которого золотой вензель Императора Николая II. Под крестом герб Екатеринбурга под золотой короной (наверху, в красном поле, серебряный медведь, а внизу, на зеленом, серебряные печь и шахта). Под гербом лента с юбилейными датами: «1796-1896» | 37-й пехотный Екатеринбургский полк | 5 (18) мая 1910 года                       |                                                                                              |
| Нагрудный знак 38-го пехотного Тобольского полка | 38-й пехотный Тобольский Генерала Графа Милорадовича полк | 4 (17) мая 1909 года                       |                                                                                              |
| | 41-й пехотный Селенгинский полк | 28 марта (10 апреля) 1910 года             |                                                                                              |
| | 44-й пехотный Камчатский Генерал-Фельдмаршала Князя Варшавского Князя Паскевича-Эриванского полк | 5 (18) августа 1909 года                   |                                                                                              |
| | 45-й пехотный Азовский полк | 8 (21) декабря 1910 года                   |                                                                                              |
| | 46-й пехотный Днепровский полк | 19 ноября (2 декабря) 1911 года            |                                                                                              |
| | 47-й пехотный Украинский полк | 26 мая (8 июня) 1910 года                  |                                                                                              |
| | 52-й пехотный Виленский Его Императорского Высочества Великого Князя Кирилла Владимировича полк | 13 (26) ноября 1913 года                   |                                                                                              |
| | 53-й пехотный Волынский Генерал-Фельдмаршала Великого Князя Николая Николаевича полк | 21 августа (3 сентября) 1909 года          |                                                                                              |
| | 54-й пехотный Минский полк |                                            |                                                                                              |
| | 55-й пехотный Подольский полк | 4 (17) марта 1909 года                     |                                                                                              |
| | 56-й пехотный Житомирский Его Императорского Высочества Великого Князя Николая Николаевича полк | 4 (17) октября 1911 года                   |                                                                                              |
| | 57-й пехотный Модлинский полк 58-й пехотный Прагский полк 59-й пехотный Люблинский полк 60-й пехотный Замосцкий полк |                                            | Указанные полки 15-й пехотной дивизии, сформированные в 1839 году, нагрудных знаков не имели |
| | 61-й пехотный Владимирский полк | 20 мая (2 июня) 1909 года                  |                                                                                              |
| | 62-й пехотный Суздальский Генералиссимуса Князя Суворова полк | 30 марта (12 апреля) 1912 года             |                                                                                              |
| | 63-й пехотный Углицкий Генерал-Фельдмаршала Апраксина полк |                                            |                                                                                              |
| | 64-й пехотный Казанский полк | 15 (28) мая 1912 года                      |                                                                                              |
| | 65-й пехотный Московский Его Величества полк | 23 марта (5 апреля) 1908 года              |                                                                                              |
| | 66-й пехотный Бутырский Генерала Дохтурова полк | 11 (24) апреля 1913 года                   |                                                                                              |
| | 67-й пехотный Тарутинский полк | 28 марта (10 апреля) 1910 года             |                                                                                              |
| | 68-й Лейб-пехотный Бородинский Императора Александра III полк | 29 декабря 1909 года (11 января) 1910 года |                                                                                              |
| | 70-й пехотный Ряжский полк | 22 января (4 февраля) 1912 года            |                                                                                              |
| | 71-й пехотный Белёвский полк | 5 (18) декабря 1912 года                   |                                                                                              |
| | 72-й пехотный Тульский полк | 15 (28) мая 1912 года                      |                                                                                              |
| | 73-й пехотный Крымский полк 74-й пехотный Ставропольский полк 75-й пехотный Севастопольский полк 76-й пехотный Кубанский полк |                                            | Указанные полки 19-й пехотной дивизии нагрудных знаков не имели                              |
| | 77-й пехотный Тенгинский полк | 19 августа (1 сентября) 1911 года          |                                                                                              |
| | 78-й пехотный Навагинский Генерала Котляревского полк | 23 ноября (6 октября) 1912 года            |                                                                                              |
| | 79-й пехотный Куринский Генерал-Фельдмаршала Князя Воронцова полк | 29 декабря 1909 года (11 января) 1910 года |                                                                                              |
| | 80-й пехотный Кабардинский Генерал-Фельдмаршала Князя Барятинского полк | 14 (27) июня 1914 года                     |                                                                                              |
| | 81-й пехотный Апшеронский Императрицы Екатерины II полк | 14 (27) ноября 1909 года                   |                                                                                              |
| | 82-й пехотный Дагестанский полк 83-й пехотный Самурский полк 84-й пехотный Ширванский полк |                                            | Указанные полки 21-й пехотной дивизии нагрудных знаков не имели                              |
| | 85-й пехотный Выборгский Императрицы Екатерины II полк | 8 (21) декабря 1910 года                   |                                                                                              |
| | 86-й пехотный Вильманстрандский полк | 28 марта (10 апреля) 1910 года             |                                                                                              |
| | 87-й пехотный Нейшлотский полк 88-й пехотный Петровский полк |                                            | Указанные полки нагрудных знаков не имели                                                    |
| | 89-й пехотный Беломорский полк | 5 (18) июня 1908 года                      |                                                                                              |
| | 90-й пехотный Онежский полк | 23 сентября (6 октября) 1908 года          |                                                                                              |
| | 91-й пехотный Двинский полк | 14 (27) апреля 1908 года                   |                                                                                              |
| | 92-й пехотный Печорский полк | 24 мая (6 июня) 1909 года                  |                                                                                              |
| | 93-й пехотный Иркутский Его Императорского Высочества Великого Князя Михаила Александровича полк | 17 (30) апреля 1908 года                   |                                                                                              |
| | 94-й пехотный Енисейский полк | 1 (14) июня 1913 года                      |                                                                                              |
| | 95-й пехотный Красноярский полк | 20 ноября (3 декабря) 1908 года            |                                                                                              |
| | 96-й пехотный Омский полк | 26 сентября (9 октября) 1908 года          |                                                                                              |
| | 97-й пехотный Лифляндский Генерал-Фельдмаршала Графа Шереметева полк | 8 (21) января 1910 года                    |                                                                                              |
| | 108-й пехотный Саратовский полк | 29 октября (11 ноября) 1910 года           |                                                                                              |
| | 109-й пехотный Волжский полк | 8 (21) августа 1911 года                   |                                                                                              |
| | 110-й пехотный Камский Генерал-Адъютанта Графа Толя полк | 10 (23) марта 1913 года                    |                                                                                              |
| | 111-й пехотный Донской полк | 27 июня (10 июля) 1912 года                |                                                                                              |
| | 112-й пехотный Уральский полк | 19 августа (1 сентября) 1911 года          |                                                                                              |
| | 113-й пехотный Старорусский полк | 30 августа (12 сентября) 1912 года         |                                                                                              |
| | 114-й пехотный Новоторжский полк | 14 (27) февраля 1912 года                  |                                                                                              |
| | 115-й пехотный Вяземский Генерала Несветаева полк | 4 (17) октября 1912 года                   |                                                                                              |
| | 116-й пехотный Малоярославский полк | 5 (18) мая 1912 года                       |                                                                                              |
| | 117-й пехотный Ярославский полк | 24 октября (6 ноября) 1914 года            |                                                                                              |
| | 118-й пехотный Шуйский полк | 8 (21) декабря 1912 года                   |                                                                                              |
| | 119-й пехотный Коломенский полк | 2 (15) июня 1912 года                      |                                                                                              |
| | 120-й пехотный Серпуховский полк | 10 (23) марта 1913 года                    |                                                                                              |
| | 121-й пехотный Пензенский Генерал-Фельдмаршала Графа Милютина полк | 19 апреля (2 мая) 1913 года                |                                                                                              |
| | 122-й пехотный Тамбовский полк | 16 (29) мая 1911 года                      |                                                                                              |
| | 123-й пехотный Козловский полк | 15 (28) апреля 1911 года                   |                                                                                              |
| | 124-й пехотный Воронежский полк | 15 (28) мая 1912 года                      |                                                                                              |
| | 125-й пехотный Курский полк | 9 (22) июня 1909 года                      |                                                                                              |
| | 126-й пехотный Рыльский полк | 1 (14) октября 1907 года                   |                                                                                              |
| | 127-й пехотный Путивльский полк | 26 апреля (9 мая) 1909 года                |                                                                                              |
| | 128-й пехотный Старооскольский полк |                                            | Указанный полк нагрудного знака не имел                                                      |
| | 129-й пехотный Бессарабский Его Императорского Высочества Великого Князя Михаила Александровича полк | 23 мая (5 июня) 1908 года                  |                                                                                              |
| | 130-й пехотный Херсонский Его Императорского Высочества Великого Князя Андрея Владимировича полк | 3 (16) ноября 1910 года                    |                                                                                              |
| | 131-й пехотный Тираспольский полк | 28 ноября (11 декабря) 1910 года           |                                                                                              |
| | 132-й пехотный Бендерский полк | 8 (21) марта 1912 года                     |                                                                                              |
| | 133-й пехотный Симферопольский полк 134-й пехотный Феодосийский полк |                                            | Указанные полки нагрудных знаков не имели                                                    |
| | 135-й пехотный Керчь-Еникальский полк | 30 августа (12 сентября) 1911 года         |                                                                                              |
| | 136-й пехотный Таганрогский полк |                                            | Указанный полк нагрудного знака не имел                                                      |
| | 137-й пехотный Нежинский Её Императорского Высочества Великой Княгини Марии Павловны полк | 11 (24) февраля 1912 года                  |                                                                                              |
| | 138-й пехотный Болховский полк | 1 (14) декабря 1910 года                   |                                                                                              |
| | 139-й пехотный Моршанский полк | 30 августа (12 сентября) 1911 года         |                                                                                              |
| | 140-й пехотный Зарайский полк | 22 августа (3 сентября) 1910 года          |                                                                                              |
| | 141-й пехотный Можайский полк | 22 августа (3 сентября) 1910 года          |                                                                                              |
| | 142-й пехотный Звенигородский полк | 26 апреля (9 мая) 1909 года                |                                                                                              |
| | 143-й пехотный Дорогобужский полк | 22 августа (3 сентября) 1910 года          |                                                                                              |
| | 144-й пехотный Каширский полк | 22 августа (3 сентября) 1910 года          |                                                                                              |
| | 145-й пехотный Новочеркасский Императора Александра III полк | 17 (30) августа 1909 года                  |                                                                                              |
| | 146-й пехотный Царицынский полк | 28 мая (10 июня) 1910 года                 |                                                                                              |
| | 147-й пехотный Самарский полк | 17 (30) августа 1909 года                  |                                                                                              |
| | 148-й пехотный Каспийский Её Императорского Высочества Великой Княгини Анастасии Николаевны полк | 13 (26) декабря 1911 года                  |                                                                                              |
| | 149-й пехотный Черноморский полк 150-й пехотный Таманский полк 151-й пехотный Пятигорский полк 152-й пехотный Владикавказский полк 153-й пехотный Бакинский полк 154-й пехотный Дербентский полк 155-й пехотный Кубинский полк 156-й пехотный Елисаветпольский полк 157-й пехотный Имеретинский полк 158-й пехотный Кутаисский полк 159-й пехотный Гурийский полк 160-й пехотный Абхазский полк 161-й пехотный Александропольский полк 162-й пехотный Ахалцыхский полк 163-й пехотный Ленкоранско-Нашебургский полк 164-й пехотный Закатальский полк |                                            | Указанные полки нагрудных знаков не имели                                                    |
| | 165-й пехотный Луцкий полк | 8 (21) июня 1911 года                      |                                                                                              |
| | 166-й пехотный Ровненский полк 167-й пехотный Острожский полк 168-й пехотный Миргородский полк |                                            | Указанные полки нагрудных знаков не имели                                                    |
| | 169-й пехотный Ново-Трокский полк | 25 февраля (10 марта) 1911 года            |                                                                                              |
| | 170-й пехотный Молодечненский полк |                                            | Указанный полк нагрудного знака не имел                                                      |
| | 171-й пехотный Кобринский полк | 29 января (11 февраля) 1911 года           |                                                                                              |
| | 172-й пехотный Лидский полк | 25 февраля (10 марта) 1911 года            |                                                                                              |
| | 173-й пехотный Каменецкий полк | 7 (20) марта 1911 года                     |                                                                                              |
| | 174-й пехотный Роменский полк | 15 (28) апреля 1911 года                   |                                                                                              |
| | 175-й пехотный Батуринский полк 176-й пехотный Переволоченский полк 177-й пехотный Изборский полк 178-й пехотный Венденский полк |                                            | Указанные полки нагрудных знаков не имели                                                    |
| | 179-й пехотный Усть-Двинский полк | 14 (27) февраля 1911 года                  |                                                                                              |
| | 180-й пехотный Виндавский полк | 7 (20) марта 1911 года                     |                                                                                              |
| | 182-й пехотный Гроховский полк | 7 (20) марта 1911 года                     |                                                                                              |
| | 183-й пехотный Пултусский полк | 12 (25) июня 1911 года                     |                                                                                              |
| | 184-й пехотный Варшавский полк | 25 марта (7 апреля) 1911 года              |                                                                                              |
| | 185-й пехотный Башкадыкларский полк | 9 (22) ноября 1911 года                    |                                                                                              |
| | 186-й пехотный Асландузский полк | 3 (16) сентября 1913 года                  |                                                                                              |
| | 187-й пехотный Аварский полк | 24 сентября (7 октября) 1911 года          |                                                                                              |
| | 188-й пехотный Карсский полк | 8 (21) марта 1912 года                     |                                                                                              |
| | 189-й пехотный Измаильский полк | 7 (20) октября 1912 года                   |                                                                                              |
| | 190-й пехотный Очаковский полк | 19 августа (1 сентября) 1912 года          |                                                                                              |
| | 191-й пехотный Ларго-Кагульский полк | 8 (21) августа 1911 года                   |                                                                                              |
| | 192-й пехотный Рымникский полк | 8 (21) августа 1911 года                   |                                                                                              |
| | 193-й пехотный Свияжский полк | 25 апреля (8 мая) 1911 года                |                                                                                              |
| | 194-й пехотный Троицко-Сергиевский полк | 26 апреля (9 мая) 1910 года                |                                                                                              |
| | 195-й пехотный Оровайский полк |                                            |                                                                                              |
| | 196-й пехотный Инсарский полк | 27 июня (10 мая) 1911 года                 |                                                                                              |
| | 197-й пехотный Лесной полк | 2 (15) мая 1912 года                       |                                                                                              |
| | 198-й пехотный Александро-Невский полк | 27 августа (9 сентября) 1913 года          |                                                                                              |
| | 199-й пехотный Кронштадтский полк | 2 (15) июня 1912 года                      |                                                                                              |
| | 200-й пехотный Кроншлотский полк | 20 сентября (3 октября) 1912 года          |                                                                                              |
| | 201-й пехотный Потийский полк 202-й пехотный Горийский полк |                                            | Указанные полки нагрудных знаков не имели                                                    |
| | 203-й пехотный Сухумский полк | 3 (16) ноября 1910 года                    |                                                                                              |
| | 204-й пехотный Ардагано-Михайловский полк | 23 января (5 февраля) 1911 года            |                                                                                              |
| | 205-й пехотный Шемахинский полк |                                            | Указанный полк нагрудного знака не имел                                                      |
| | 206-й пехотный Сальянский Его Императорского Высочества Наследника Цесаревича полк | 2 (15) июня 1912 года                      |                                                                                              |
| | 207-й пехотный Новобаязетский полк 208-й пехотный Лорийский полк |                                            | Указанные полки нагрудных знаков не имели                                                    |

### Стрелковые полки
| Изображение знака                  | Наименование полка                                                 | Дата учреждения               | Примечания                                                                                              |
| ---------------------------------- | ------------------------------------------------------------------ | ----------------------------- | --- |
|                                    | 7-й стрелковый полк                                                | 8 (21) июня 1908 года         | |
|                                    | 8-й стрелковый полк                                                | 27 марта (9 апреля) 1908 года | |
|                                    | 15-й стрелковый Его Величества Короля Черногорского Николая I полк | 1914 год                      | Остальные стрелковые, Финляндские, Туркестанские и Сибирские стрелковые полки нагрудных знаков не имели |
| 7-й Туркестанский стрелковый полк  | 23 января (5 февраля) 1911 года                                    |                               | Остальные стрелковые, Финляндские, Туркестанские и Сибирские стрелковые полки нагрудных знаков не имели |
| 9-й Туркестанский стрелковый полк  | 23 января (5 февраля) 1911 года                                    |                               | Остальные стрелковые, Финляндские, Туркестанские и Сибирские стрелковые полки нагрудных знаков не имели |
| 11-й Туркестанский стрелковый полк | 23 января (5 февраля) 1911 года                                    |                               | Остальные стрелковые, Финляндские, Туркестанские и Сибирские стрелковые полки нагрудных знаков не имели |
| 12-й Туркестанский стрелковый полк | 2 (15) мая 1912 года                                               |                               | Остальные стрелковые, Финляндские, Туркестанские и Сибирские стрелковые полки нагрудных знаков не имели |
| 18-й Туркестанский стрелковый полк | 2 (15) июня 1912 года                                              |                               | Остальные стрелковые, Финляндские, Туркестанские и Сибирские стрелковые полки нагрудных знаков не имели |
| 20-й Туркестанский стрелковый полк | 20 декабря 1913 года (2 января) 1914 года                          |                               | Остальные стрелковые, Финляндские, Туркестанские и Сибирские стрелковые полки нагрудных знаков не имели |
| 22-й Туркестанский стрелковый полк | 17 (30) января 1912 года                                           |                               | Остальные стрелковые, Финляндские, Туркестанские и Сибирские стрелковые полки нагрудных знаков не имели |
|                                    | 1-й Финляндский стрелковый полк                                    | 7 (20) марта 1911 года        | |
|                                    | 5-й Финляндский стрелковый полк                                    | 14 (27) марта 1911 года       | |
|                                    | 9-й Финляндский стрелковый полк                                    | 15 (28) апреля 1911 года      | Остальные стрелковые, Финляндские, Туркестанские и Сибирские стрелковые полки нагрудных знаков не имели |
| 11-й Финляндский стрелковый полк   | 15 (28) апреля 1911 года                                           |                               | Остальные стрелковые, Финляндские, Туркестанские и Сибирские стрелковые полки нагрудных знаков не имели |
| 12-й Финляндский стрелковый полк   | 31 мая (13 июня) 1911 года                                         |                               | Остальные стрелковые, Финляндские, Туркестанские и Сибирские стрелковые полки нагрудных знаков не имели |
| 42-й Сибирский стрелковый полк     | 14 (27) февраля 1911 года                                          |                               | Остальные стрелковые, Финляндские, Туркестанские и Сибирские стрелковые полки нагрудных знаков не имели |
| 43-й Сибирский стрелковый полк     | 14 (27) февраля 1911 года                                          |                               | Остальные стрелковые, Финляндские, Туркестанские и Сибирские стрелковые полки нагрудных знаков не имели |
| 44-й Сибирский стрелковый полк     | 14 (27) февраля 1911 года                                          |                               | Остальные стрелковые, Финляндские, Туркестанские и Сибирские стрелковые полки нагрудных знаков не имели |

Остальные стрелковые, Финляндские, Туркестанские и Сибирские стрелковые полки нагрудных знаков не имели.

## Кавалерия

### Драгунские полки
| Изображение знака | Наименование полка                                                                                  | Дата учреждения                           | Примечания                                           |
| ----------------- | --------------------------------------------------------------------------------------------------- | ----------------------------------------- | ---------------------------------------------------- |
|                   | 1-й Лейб-драгунский Московский Императора Петра Великого полк                                       | 11 (24) июня 1909 года                    |                                                      |
|                   | 2-й Лейб-драгунский Псковский Её Величества Государыни Императрицы Марии Фёдоровны полк             | 4 (17) июня 1911 года                     |                                                      |
|                   | 3-й драгунский Новороссийский Её Императорского Высочества Великой Княгини Елены Владимировны полк  | 25 марта (7 апреля) 1911 года             |                                                      |
|                   | 4-й драгунский Новотроицко-Екатеринославский Генерал-Фельдмаршала Князя Потёмкина-Таврического полк | 27 марта (9 апреля) 1908 года             |                                                      |
|                   | 5-й драгунский Каргопольский полк                                                                   | 19 июля (1 августа) 1908 года             |                                                      |
|                   | 6-й драгунский Глуховский Императрицы Екатерины II полк                                             | 21 января (3 февраля) 1910 года           |                                                      |
|                   | 7-й драгунский Кинбурнский полк                                                                     | 8 (21) июня 1908 года                     |                                                      |
|                   | 8-й драгунский Астраханский Генерал-Фельдмаршала Великого Князя Николая Николаевича полк            | 14 (27) сентября 1911 года                |                                                      |
|                   | 9-й драгунский Казанский Её Императорского Высочества Великой Княгини Марии Николаевны полк         | 1 (14) декабря 1910 года                  |                                                      |
|                   | 10-й драгунский Новгородский полк                                                                   | 19 декабря 1911 года (1 января) 1912 года |                                                      |
|                   | 11-й драгунский Рижский полк                                                                        | 8 (21) июня 1908 года                     |                                                      |
|                   | 12-й драгунский Стародубовский полк                                                                 | 18 февраля (3 марта) 1909 года            |                                                      |
|                   | 13-й драгунский Военного Ордена Генерал-Фельдмаршала Графа Миниха полк                              | 18 февраля (3 марта) 1909 года            |                                                      |
|                   | 14-й драгунский Малороссийский полк                                                                 | 28 февраля (13 марта) 1910 года           |                                                      |
|                   | 15-й драгунский Переяславский Императора Александра III полк                                        | 30 мая (12 июня) 1913 года                |                                                      |
|                   | 16-й драгунский Тверской полк                                                                       | 3 (16) июня 1913 года                     |                                                      |
|                   | 17-й драгунский Нижегородский Его Величества полк                                                   | 26 декабря 1908 года (8 января) 1909 года |                                                      |
|                   | 18-й драгунский Северский Его Величества полк                                                       | 3 (16) июня 1909 года                     |                                                      |
|                   | 19-й драгунский Архангелогородский полк 20-й драгунский Финляндский полк Драгунский Приморский полк |                                           | Указанные драгунские полки нагрудных знаков не имели |

### Уланские полки
| Изображение знака | Наименование полка                                                                                    | Дата учреждения                           | Примечания                                         |
| ----------------- | --- | ----------------------------------------- | -------------------------------------------------- |
|                   | 1-й уланский Санкт-Петербургский Генерал-Фельдмаршала Князя Меньшикова полк                           | 17 (30) сентября 1907 года                |                                                    |
|                   | 2-й Лейб-уланский Курляндский Императора Александра II полк                                           | 27 апреля (10 мая) 1911 года              |                                                    |
|                   | 3-й уланский Смоленский Императора Александра III полк                                                | 10 (23) июля 1908 года                    |                                                    |
|                   | 4-й уланский Харьковский полк                                                                         | 15 (28) марта 1910 года                   |                                                    |
|                   | 5-й уланский Литовский Его Величества Короля Италии Виктора-Эммануила III полк                        | 14 (27) января 1910 года                  |                                                    |
|                   | 6-й уланский Волынский полк                                                                           | 21 декабря 1907 года (3 января) 1908 года |                                                    |
|                   | 7-й уланский Ольвиопольский Его Величества Короля Испании Альфонса XIII полк                          | 29 ноября (12 декабря) 1911 года          |                                                    |
|                   | 8-й уланский Вознесенский Её Императорского Высочества Великой Княжны Татьяны Николаевны полк         | 7 (20) июня 1912 года                     |                                                    |
|                   | 9-й уланский Бугский полк                                                                             | неизвестна                                |                                                    |
|                   | 10-й уланский Одесский полк                                                                           | 4 (17) мая 1910 года                      |                                                    |
|                   | 11-й уланский Чугуевский Её Величества Государыни Императрицы Марии Фёдоровны полк                    | 8 (21) июля 1911 года                     |                                                    |
|                   | 12-й уланский Белгородский полк                                                                       | 26 апреля (9 мая) 1910 года               |                                                    |
|                   | 13-й уланский Владимирский полк                                                                       | 30 марта (12 мая) 1912 года               |                                                    |
|                   | 14-й уланский Ямбургский полк                                                                         | 8 (21) декабря 1910 года                  |                                                    |
|                   | 15-й уланский Татарский полк 16-й уланский Новоархангельский полк 17-й уланский Новомиргородский полк |                                           | Указанные уланские полки нагрудных знаков не имели |

### Гусарские полки
| Изображение знака | Наименование полка                                                                               | Дата учреждения                  | Примечания                                                                    |
| ----------------- | ------------------------------------------------------------------------------------------------ | -------------------------------- | ----------------------------------------------------------------------------- |
|                   | 1-й гусарский Сумский Генерала Сеславина полк                                                    | 13 (26) декабря 1908 года        |                                                                               |
|                   | 2-й Лейб-гусарский Павлоградский Императора Александра III полк                                  | 31 июля (13 августа) 1912 года   |                                                                               |
|                   | 3-й гусарский Елисаветградский Её Императорского Высочества Великой Княжны Ольги Николаевны полк | 14 (27) октября 1912 года        |                                                                               |
|                   | 4-й гусарский Мариупольский Императрицы Елисаветы Петровны полк                                  | 5 (28) марта 1914 года           |                                                                               |
|                   | 5-й гусарский Александрийский Её Величества Государыни Императрицы Александры Фёдоровны полк     | 1 (14) октября 1913 года         |                                                                               |
|                   | 6-й гусарский Клястицкий Генерала Кульнева полк                                                  | 18 (31) мая 1909 года            |                                                                               |
|                   | 7-й гусарский Белорусский Императора Александра I полк                                           | 29 ноября (12 декабря) 1908 года |                                                                               |
|                   | 8-й гусарский Лубенский полк                                                                     | 17 (30) апреля 1908 года         |                                                                               |
|                   | 9-й гусарский Киевский Генерал-Фельдмаршала Князя Николая Репнина полк                           | 30 марта (12 апреля) 1912 года   |                                                                               |
|                   | 10-й гусарский Ингерманландский полк                                                             | 7 (20) декабря 1908 года         |                                                                               |
|                   | 11-й гусарский Изюмский Генерала Дорохова полк                                                   | 15 (28) декабря 1908 года        |                                                                               |
|                   | 12-й гусарский Ахтырский Генерала Дениса Давыдова полк                                           | 15 (28) апреля 1909 года         |                                                                               |
|                   | 13-й гусарский Нарвский полк                                                                     | 4 (17) ноября 1909 года          |                                                                               |
|                   | 14-й гусарский Митавский полк                                                                    | 11 (24) мая 1909 года            |                                                                               |
|                   | 17-й гусарский Черниговский полк                                                                 | 2 (15) мая 1912 года             |                                                                               |
|                   | 15-й гусарский Украинский полк 16-й гусарский Иркутский полк 18-й гусарский Нежинский полк       |                                  | Указанные гусарские полки нагрудных знаков не имели, но имели полковые жетоны |

## Памятные, юбилейные и прочие знаки
| Изображение знака                  | Название | Дата учреждения                   | Примечания |
| ---------------------------------- | --- | --------------------------------- | ---------- |
|                                    | Нагрудный знак «В память 50-летнего состояния великого князя Михаила Николаевича в должности генерал-фельдцейхмейстера»        | 17 (30) января 1906 года          |            |
|                                    | Нагрудный знак «В память 200-летнего юбилея основания Императорского Тульского оружейного завода императором Петром I Великим» | 6 января (19 января) 1912 года    |            |
|                                    | Крест «За службу на Кавказе» (1864)                                                                                            | 12 (24) июля 1864 года            |            |
|                                    | Крест «50-летие завершения Кавказских войн»                                                                                    | 25 августа (7 сентября) 1909 года |            |
|                                    | Крест «За Порт-Артур» | 14 (27) января 1914 года          |            |
|                                    | Нагрудный знак «За отличную стрельбу из винтовок»                                                                              | 10 мая (22 мая) 1879 года         |            |
|                                    | Нагрудный знак «За отличную стрельбу из пулемётов»                                                                             | 22 июня (5 июля) 1912 года        |            |
| Знак разведчика полевой артиллерии | Нагрудный знак разведчика полевой артиллерии                                                                                   | 11 (24) августа 1907 года         |            |